# Turmhügel Thal
Der Turmhügel Thal bezeichnet eine abgegangene mittelalterliche Höhenburg vom Typus einer Turmhügelburg (Motte) südlich von Thal, einem Gemeindeteil der niederbayerischen Gemeinde Eching im Landkreis Landshut. Die Anlage wird als Bodendenkmal unter der Aktennummer D-2-7538-0067 als „Turmhügel des Mittelalters“ geführt. 250 m nordöstlich davon befindet sich die Abschnittsbefestigung Thal.

## Beschreibung
Der Turmhügel Thal liegt ca. 1000 m südlich der Ortskirche St. Veit von Thal. Der Turmhügel liegt zwischen der Einmündung von zwei Kerbtälchen, deren Gerinne in den Erlenbach entwässern. Von dem leicht ansteigenden Hinterland ist er durch eine 4 m hohe Böschung abgesetzt. Diese fast geradlinige Böschung begrenzt ein in etwa dreieckiges Plateau von 10 m Tiefe und 13 m Breite. Nach den Flanken und zur feuchten Talfront fällt der Turmhügel mit steiler Böschung um 9 m ab.